# Leptostylus xanthopygus
Leptostylus xanthopygus là một loài bọ cánh cứng trong họ Cerambycidae.